# Attaque de Boni (2021)
Pour les articles homonymes, voir Attaque de Boni.
Guerre du Mali
Batailles
L'attaque de Boni a lieu le 3 février 2021 pendant la guerre du Mali.

## Déroulement
Le 3 février 2021, à 6 heures du matin, les djihadistes du Groupe de soutien à l'islam et aux musulmans attaquent le camp militaire de Boni à bord d'un blindé Casspir, de pick-up et de motos,. L'assaut est mené en réponse à l'Opération Éclipse, menée en janvier. 
Les militaires maliens abandonnent le camp et se rallient à l'extérieur où ils poursuivent le combat et appellent des renforts,. Les djihadistes revendiquent alors pendant quelques heures sur les réseaux sociaux la prise du camp de Boni.
L'armée malienne demande l'aide de la force française Barkhane qui envoie un drone MQ-9 Reaper, des chasseurs Mirage 2000 et deux hélicoptères Tigre. Ceux-ci effectuent plusieurs frappes. Le blindé est détruit et les djihadistes prennent la fuite.
Malgré leur retraite, le commandement français estime que les troupes maliennes se sont bien comportées. Le colonel Frédéric Barbry, porte-parole de l'état-major de l'armée française, déclare : « On est véritablement sur une montée en gamme avec une bonne connaissance des procédures. Et là, on constate un réinvestissement, le camp de Boni est tenu par les forces armées maliennes ».

## Pertes
Selon les déclarations à l'AFP de responsables locaux sous le couvert de l'anonymat, les corps de dix soldats maliens sont acheminés par des hélicoptères de la MINUSMA à l'aéroport de Sévaré. Huit blessés sont également évacués vers un hôpital.
Du côté des assaillants, le porte-parole de l'armée française, le colonel Frédéric Barbry, fait état d'une « vingtaine de djihadistes neutralisés » et de la destruction de leur véhicule blindé et de 16 motos. L'armée malienne donne un bilan similaire.
La MINUSMA donne des bilans similaires dans son rapport du 26 mars 2021, en faisant état de 10 militaires tués et sept blessés contre 20 morts du côté des « groupes armés radicaux ».